# Louis Frédéric Tautain
Louis Frédéric Émile Tautain (Dijon, 7 août 1855 - La Force, 2 décembre 1904) est un médecin et explorateur français.

## Biographie
Il participe en 1880 à la mission Gallieni dans le haut Niger comme ethnologue puis, Membre de la Société d'anthropologie de Paris (1884), en 1887, accompagne Fernand Quiquandon dans une nouvelle expédition sur le fleuve à partir de Bamako. Il passe alors à Koumi, Banamba et Sokoto et atteint le Niger à Nyamina.
Il est fait Chevalier de la Légion d'honneur le 6 juillet 1881.

## Travaux
- Sur l'ethnologie et l'ethnographie des peuples du bassin du Sénégal, 1885
- Légendes et traditions des Soninké... recueillies pendant une traversée de Bamako à Sokoto en 1887, 1895
- Notes sur les constructions et monuments des Marquises, 1898